# Macromia magnifica
Macromia magnifica là loài chuồn chuồn trong họ Macromiidae. Loài này được McLachlan in Selys mô tả khoa học đầu tiên năm 1874.